# Los ricos no piden permiso
Los ricos no piden permiso est une telenovela argentine diffusée entre le 11 janvier et le 26 décembre 2016 sur El Trece.

## Acteurs et personnages
- Luciano Castro : Rafael Medina
- Araceli González : Julia Monterrey
- Juan Darthés : Antonio Villalba
- Gonzalo Heredia : Agustín Villalba
- Agustina Cherri : Elena Rodríguez/Villalba
- Luciano Cáceres : Marcial Campos
- Julieta Cardinali : Victoria Levingston
- Sabrina Garciarena : Ana Villalba
- Raúl Taibo : Lisandro Villalba
- Leonor Benedetto : Bernarda Cerviño
- Leonor Manso : Esther Barrientes
- Alberto Ajaka : Hugo "Negro" Funes
- Eva De Dominici : Josefina Mansilla
- Nicolás Riera : Juan Domingo Juárez
- Malena Solda : Marisol Falcón
- Miriam Odorico : Luisa "Cuca" Domínguez
- Guillermo Arengo : Osvaldo Rolon».
- Alberto Martín : Padre Evaristo Rossi
- Norma Aleandro : Angélica Cerviño viuda de Villalba †
- Rafael Ferro : Esteban Moroni †
- Carlos Weber : Humberto Campos †
- Guadalupe Manent : Clara Villalba
- Juan Manuel Guilera : Iván
- María Abadi : Teresa Levingston
- Juan Ciuffo : commissaire Hernán Somoza †
- Hector Calori : commissaire Mario Gutierrez
- Facundo Espinosa : Ignacio Del Puerto/Villalba
- Ignacio Sureda : Cándido
- Javier de Nevares : Javier Monterrey

### Sources
- (es) Cet article est partiellement ou en totalité issu de l’article de Wikipédia en espagnol intitulé « Los ricos no piden permiso » (voir la liste des auteurs).